# Jasak

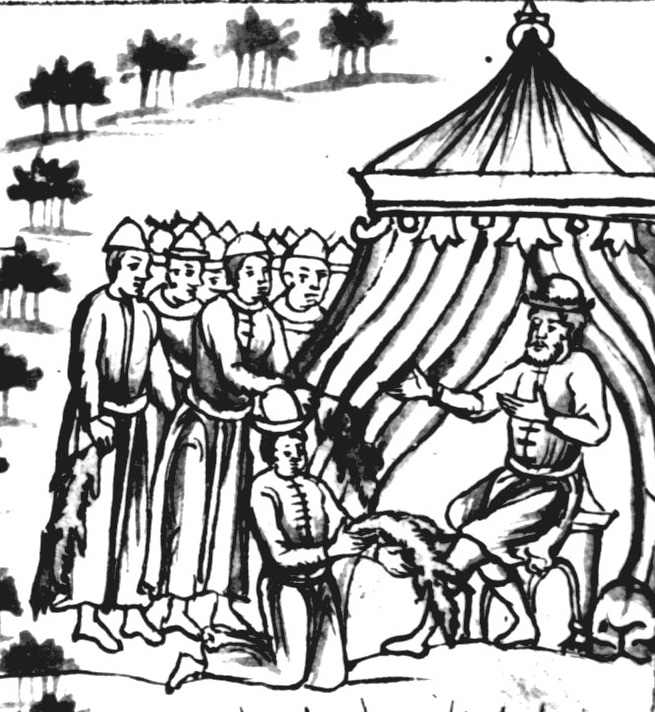
Mansijec (zastarale Vogul) odvádí naturální daň, tzv. jasak, Jermaku Timofějeviči

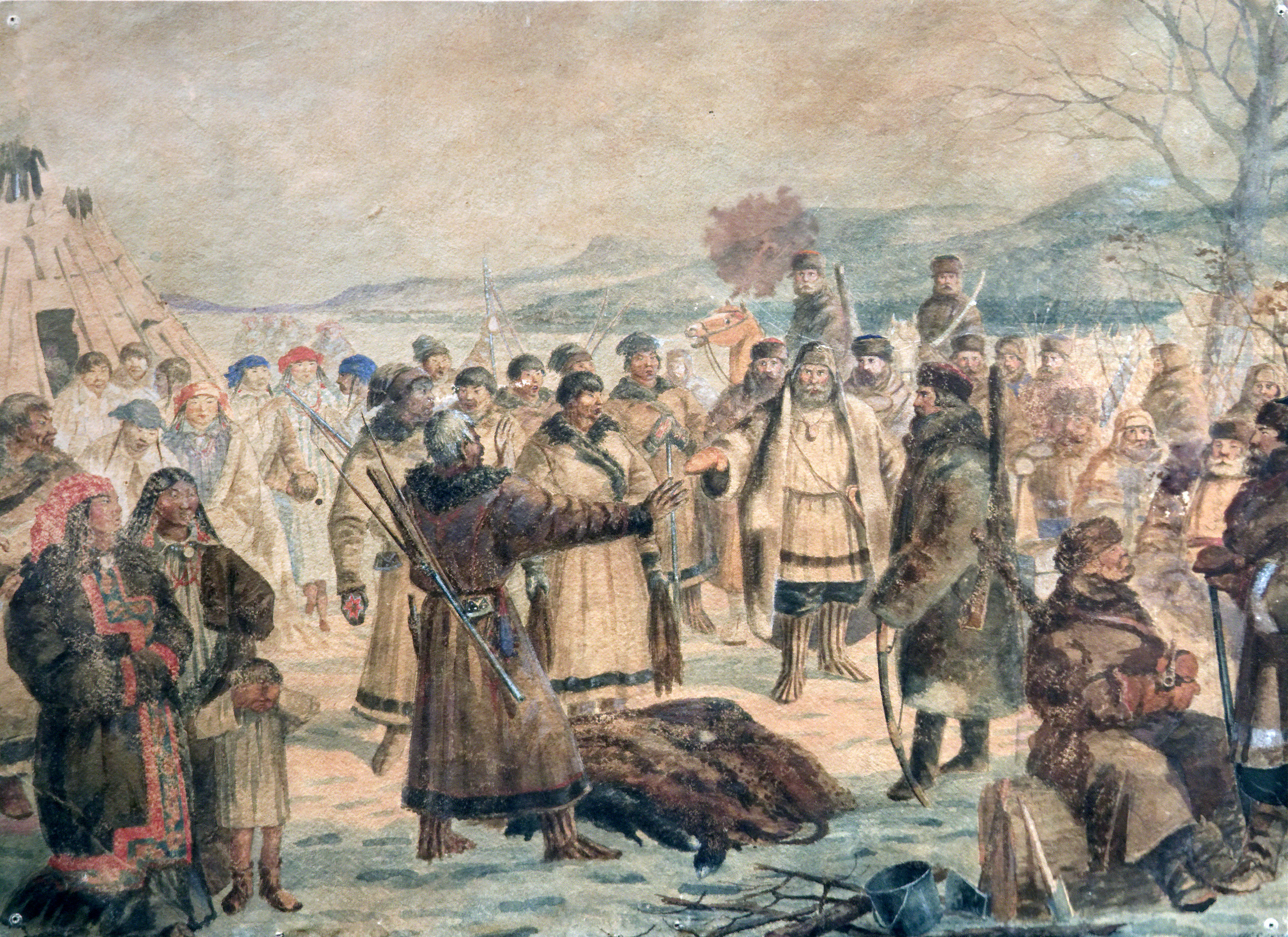
Umělecké ztvárnění odvodu jasaku

Jasak (rusky ясак, mongolsky засаг – moc, vláda; tatarsky ясак – naturální daň, baškirsky яһаҡ – daň) byla v Rusku od 15. do počátku 20. století naturální daň placená národy Sibiře a severu Ruska, odváděná především v kožešinách. Do počátku 18. století se vybírala i v Povolží.

## Historie
Slovo jasak se dostalo do ruštiny v počátcích dobytí a obsazení Sibiře a vytváření sítě sibiřských ostrohů a zimovišť, které sloužily jako místa výběru jasaku. Samotná daň byla placena už ve Zlaté hordě a jejích nástupnických státech, Astrachaňském a Kazaňském chanátu, od kterých převzali vybírání daně v kožešinách Rusové.
Výběr jasaku byl hlavním důvodem kvůli kterému se ruská vláda snažila připojit rozsáhlá sibiřská území. Jasak se vybíral v kožešinách sobolů, lišek, bobrů, kun a dalších kožešinových zvířat, někdy byl odváděn i ve skotu. Např. zabajkalští Burjati platili jasak (ve výši 1 sobola na poplatníka) v koních, skotu a velbloudech, přičemž se jedno zvíře počítalo za dvaapůl sobola. Výběr jasaku organizoval Sibiřský prikaz, od roku 1763 přešel do kompetence imperátorského kabinetu. Takto získané kožešiny tvořily v 17. a 18. století významný zdroj příjmů ruského státu.
Jasak byli povinni platit dospělí muži zdaněných kmenů, soupisy poplatníků byly vedeny v tzv. jasačných knihách. Jeho výše kolísala, byl určován pro každý kmen nebo region zvlášť. Obecně byl vyšší pro kmeny a národy, které hledaly u Ruska ochranu před útoky nebo výběrčími jasaku přicházejícími od jejich sousedů (například Ketové na střední Jeniseji byli před objevením se Rusů terčem nájezdů angarských Tunguzů a takřka vyhlazeni; k roku 1621 platili mimořádně vysoký jasak 12 sobolů na člověka; v analogické situaci se ocitli i kolymští Jukagirové tísnění Čukči, Tunguzy a Jakuty). Méně (1 sobol na osobu, případně i jen 0,4 sobola na osobu) platily kmeny podrobené Rusy silou, zejména pokud měly možnost ústupu mimo ruské území. U kmenů vzpurných a odmítajících jasak se je ruská vláda snažila obměkčit nabízením „panovníkových darů“ výměnou, v jiných oblastech Rusové používali systém rukojmí. Z domorodců byli vybírání rukojmí, tzv. amanati. Byla snaha brát jako amanaty význačné lidi jako domorodá knížata, rodového starostu nebo blízkého příbuzného. Amanat nebyl ani tolik rukojmím, které zabezpečovalo, že domorodci jasak zaplatí, jako spíše prostředek, aby domorodci byli přinuceni přijít k zimní stanici, kde se jasak vybíral. Útěk nebo smrt amanata se zhoubně odrazil na výsledcích sběru jasaku. Naopak, chycení jednoho dvou amanatů výrazně zvyšovalo jeho sběr.
Výše jasaku postupně klesala s úbytkem zvěře, například u pitských Tunguzů na Jeniseji z 10 sobolů na člověka ve 30. letech 17. století na 2 soboly koncem století, v Jakutsku se počátkem stejného období snažili vybrat 3 soboly, koncem se dařilo získávat méně než 1 sobola. Zvláštností Jakutska také bylo, že většinu jasaku zde tvořily liščí kůže místo sobolích. Začátkem 18. století na východní Sibiři vybíralo od 0,6 po 1,5 sobola na poplatníka.
Kvůli stížnostem poplatníků roku 1763 zvláštní komise ruské vlády zrevidovaly a uspořádaly jejich povinnosti, přičemž pro každý rod a region určily výši odvodů. V případě nedostatku lovné zvěře povolily náhradu méně hodnotnými kožešinami nebo penězi. Další revize proběhla roku 1827, kdy byl výběr jasaku omezen na kočovníky, kdežto usedlí sibiřští domorodci byli zbaveni jasaku a zdaňování jako běžné obyvatelstvo.

## Jednotka
Jednotkou, kterou se měřila hodnota vybraného jasaku byl sobol, který představoval jakýsi ekvivalent sibiřských peněz v naturáliích. Ať poplatník odváděl jakékoliv kožišiny, vždy mu byly převáděny na soboly. Jestliže domorodec při placení daně, která obnášela 11 sobolů, přinesl 7 sobolů a 2 bobří kožešiny, pokládalo se to za zaplacení celé daně, protože dvě kožky bobra, cennějšího než sobol, se mu počítaly za čtyři soboliny.
Později se jasační daň vypočítávala v penězích, přestože se stále vybírala v kožešinách. Tato změna zvýšila platební povinnosti domorodců. Peněžní zdanění způsobilo, že poplatníci jasaku museli přinášet více kožešin než dříve, protože vojvodští úředníci oceňovali kožišiny, odváděné jako daň, co možná nejníže.